# Instituto Smolny

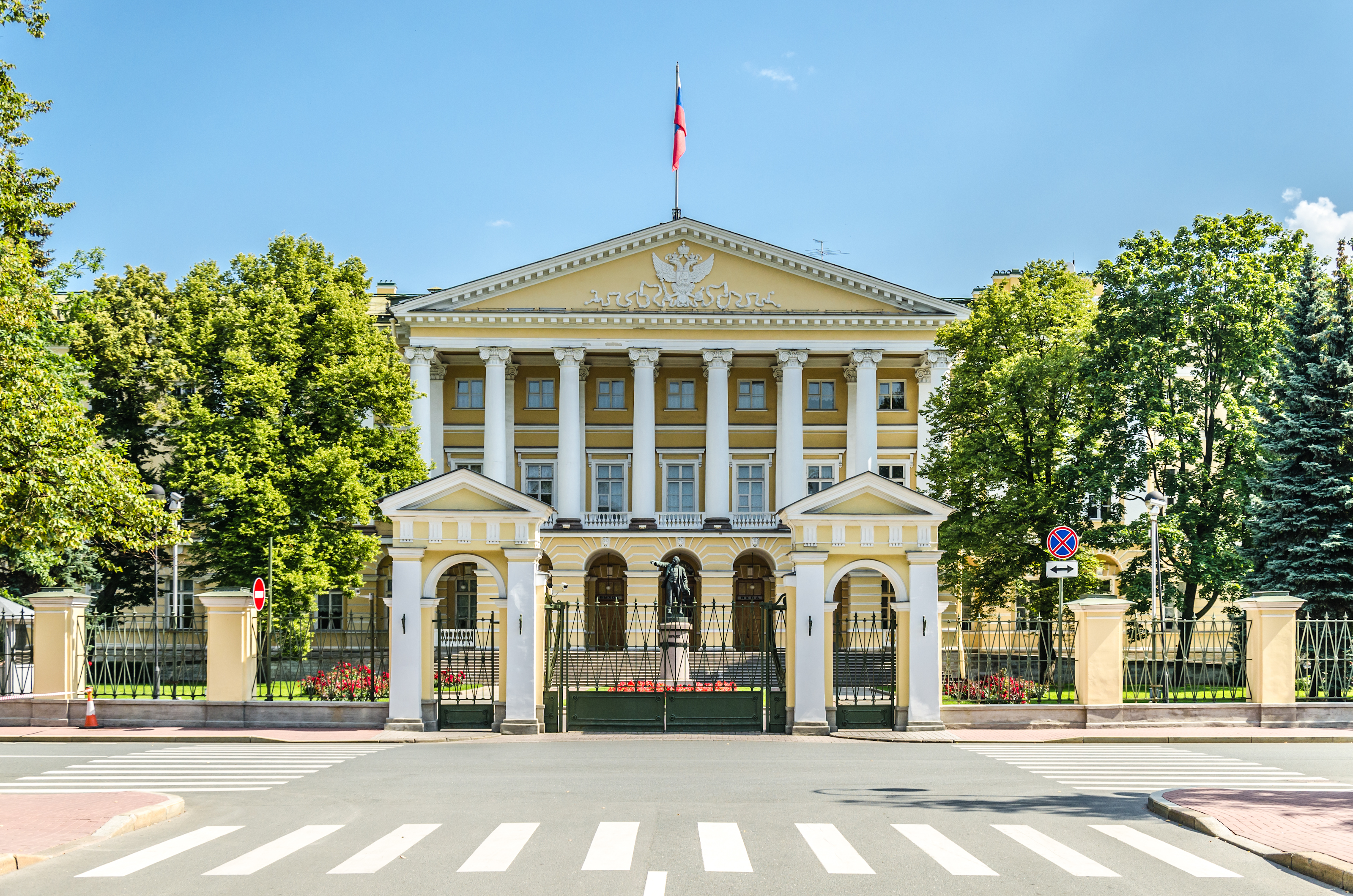
Fachada principal

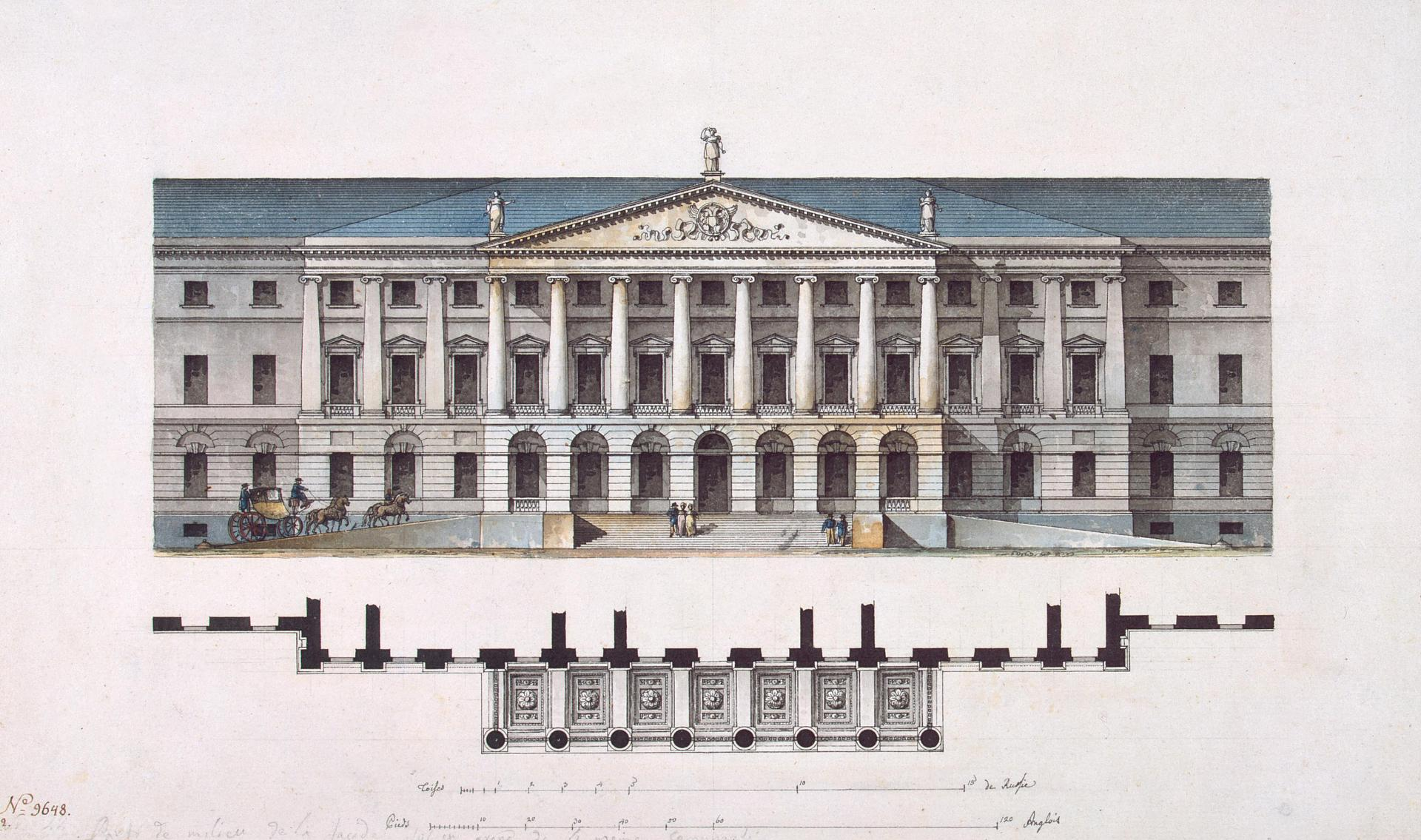
Plano de la fachada frontal

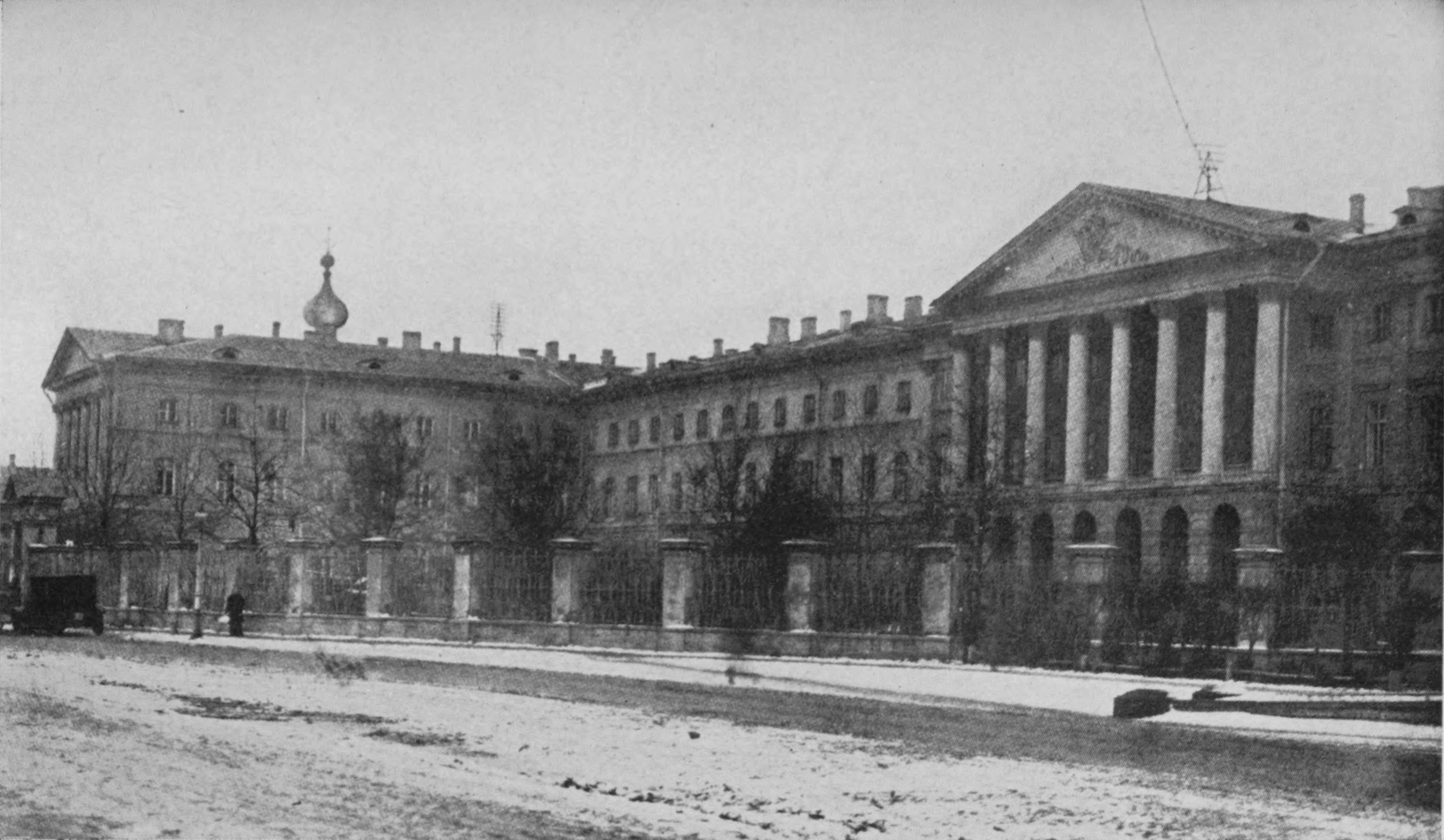
El instituto en la época de la revolución

El Instituto Smolny (en ruso: Смольный институт, Smolny institut) es un edificio de estilo palladiano situado en San Petersburgo y que ha sido testigo de importantes acontecimientos de la historia de Rusia. 
Su construcción fue encargada a Giacomo Quarenghi por la Sociedad para la Educación de Nobles Doncellas y construido entre 1806 y 1808 para ser la sede del Instituto Smolny para Nobles Doncellas, fundado por Iván Betskói en 1764 y que tomó su nombre del cercano convento Smolny.
En 1917, el edificio fue elegido por Vladímir Lenin como cuartel general bolchevique durante la Revolución de Octubre. Fue la residencia de Lenin durante algunos meses hasta que el gobierno se trasladó al Kremlin en Moscú en marzo de 1918. Después el Smolny fue sede del aparato local del Partido Comunista de la Unión Soviética y más tarde albergó el ayuntamiento de la ciudad. Desde 1927 un monumento a Lenin preside la entrada del edificio. Serguéi Kírov fue asesinado allí en 1934. Desde 1991, el Smolny fue utilizado como residencia del alcalde de la ciudad (gobernador a partir de 1996) y sede de la administración de la ciudad. Vladímir Putin trabajó allí entre 1991 y 1997 durante la administración de Anatoli Sobchak.